# Cristòfor Alzamora
Cristòfor Alzamora i Abreu (Huelva, 1905-Barcelona, 1975) fue un arquitecto racionalista español, miembro del GATCPAC.

## Biografía
Estudió en la Escuela Técnica Superior de Arquitectura de Barcelona, donde se tituló en 1930. En 1929, siendo aún estudiante, elaboró con Enrique Pecourt un proyecto de clínica para la exposición Arquitectura Nueva en las Galerías Dalmau de Barcelona.
Fue uno de los miembros fundadores en 1930 del GATCPAC (Grupo de Arquitectos y Técnicos Catalanes para el Progreso de la Arquitectura Contemporánea). Este grupo abordó la arquitectura con voluntad renovadora y liberadora del clasicismo novecentista, así como la de introducir en España las nuevas corrientes internacionales derivadas del racionalismo practicado en Europa por arquitectos como Le Corbusier, Ludwig Mies van der Rohe, Walter Gropius y J.J.P. Oud. El GATCPAC defendía la realización de cálculos científicos en la construcción, así como la utilización de nuevos materiales, como las placas de fibrocemento o la uralita, además de materiales más ligeros como el vidrio.
Alzamora se incorporó al GATCPAC como socio director y, dentro del organigrama, fue el tesorero. En 1931, los socios directores del GATCPAC organizaron un gabinete técnico para el estudio de diversos campos de actuación arquitectónica y urbanística, que fueron divididos entre sus miembros a través de comisiones: a Alzamora, junto a Manuel Subiño, le fue encomendado Ordenamientos municipales.
En 1932 elaboró con Ricardo de Churruca un anteproyecto para un centro deportivo y cultural del Casal Icaria de Barcelona, así como un proyecto de pabellón de Productos Agrícolas de Levante, con Josep Lluís Sert y Sixte Illescas. Al año siguiente hizo un proyecto de Escuela granja con internado para Borjas Blancas. En 1934 elaboró un proyecto de pabellón desmontable para el Ministerio de Comunicación en el Aeropuerto de Barcelona y, en 1936, proyectó una adaptación para escuela-parvulario del Colegio Corazón de María, en Barcelona (calle de Gerona 66).
En 1936 dimitió como socio del GATCPAC.